# Thelma Nava
Thelma Nava (Ciudad de México, 25 de noviembre de 1932-Castlegar, Columbia Británica, Canadá, 17 de agosto de 2019) fue una poeta mexicana.

## Biografía
Estudió en la Casa del Lago y en la Facultad de Filosofía y Letras de la UNAM y en el Centro Mexicano de Escritores de donde derivó su primera obra Aquí te guardo yo; fue cofundadora de la revista El Rehilete y, con Luis Mario Schneider y Armando Zárate fundó la revista Pájaro Cascabel (1962-1968) y la editorial del mismo nombre. Participó en la dirección colectiva de las revistas Xilote (1969-1977) y Manatí (1974-1984) y La Brújula en el Bolsillo.
Organizó conjuntamente con Sergio Mondragón y Margaret Randall, editores de la revista El Corno Emplumado, el Primer Encuentro Interamericano de Poetas, que se llevó a cabo del 6 al 13 de febrero en el Club de Periodistas de México. (1964).
Ejerció el periodismo cultural en el periódico El Día, en donde tuvo a su cargo la sección “Escaparate”. Realizó entrevistas, selecciones de poesía y notas críticas sobre poesía y teatro; reseñas de libros y revistas culturales. (1964-1965).
Con los escritores Juan de la Cabada, Eraclio Zepeda y Saúl Ibargoyen, integró la “Brigada Cultural Roque Dalton”. (1980-1982).
Tuvo una activa participación dentro del grupo de 36 poetas del programa de Acción cultural del ISSSTE que dieron charlas de poesía en todos los estados mexicanos. (1984-1986).
Participó en actividades de promoción de la cultura para maestros en la Universidad Pedagógica Nacional. (1996-1997).
En la empresa Películas Nacionales conoció al poeta Efraín Huerta con quien se casó en 1958. Tuvieron dos hijas, Thelma y Raquel, y dos nietas, hijas de Thelma: Varenka y Natalia.

## Obra[3]
- Aquí te guardo yo (1957)
- La orfandad del sueño (1964)
- Poèmes Choisis . Niza, Francia, Profils Poètiques des Pays Latins, 1965.
- Colibrí 50 (1966)
- El primer animal (1986)
- El libro de los territorios (1992)
- Material de Lectura. Antología (1992)
- El verano y las islas (1998).
- Paisajes interiores (2000)
- El primer animal. Poesía reunida 1964-1995 (2000)
- Los pasos circulares (2003)
- Para volver al mar (2004)

## Premios
- Premio de Poesía Ramón López Velarde (1962)[2]
- Reconocimiento del Centro Cultural Aguadillano. Adscrito al Instituto de Cultura Puertorriqueña. 20 de noviembre de 1966.
- Presea Rosario Castellanos (1993)[2] y homenaje, en el marco del II Encuentro de Escritoras, organizado por el Instituto Chiapaneco de Cultura en 1993.
- Homenaje del H. Ayuntamiento Constitucional de Chalco, Estado de México, en el marco del 4° Encuentro Nacional de Poetas. 19 de abril de 2001.
- Homenaje “por su destacada labor y trayectoria incansable”. Delegación Cuauhtémoc. Dirección General de Desarrollo Social. D.F. 8 de marzo de 2002.
- Reconocimiento del Grupo Cultural “Poetas en Construcción, A.C.”, por su “valiosa participación en la promoción y difusión de la cultura”. Cd. Nezahualcóyotl. 17 de agosto de 2002.
- IV Premio Nezahualcóyotl por su obra y trayectoria poética nacional e internacional, otorgado por el H. Ayuntamiento del Municipio de Nezahualcoyótl, México, junio de 2005.